# Île de Wight
Pour les articles homonymes, voir Isle of Wight et IOW.
L'île de Wight (en anglais : Isle of Wight /ˌaɪl əv ˈwaɪt/ ou IOW) est une île de la Manche, séparée du littoral anglais par le Solent, un détroit d'une largeur variant de 1,3 km à 4,9 km. Autorité unitaire d'Angleterre dont la capitale administrative est Newport, elle a une histoire riche marquée par une brève indépendance au XVe siècle. Elle est reconnue réserve de biosphère par l'Unesco depuis 2019.

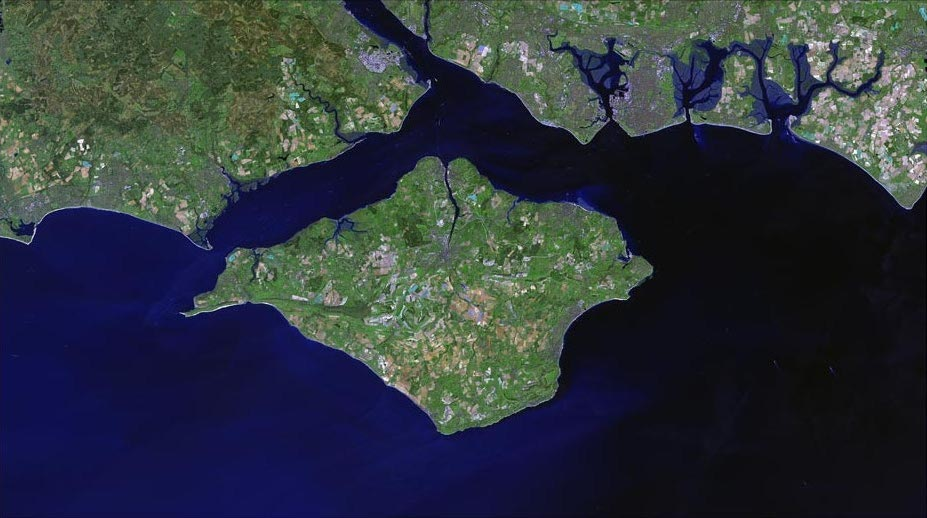
Image satellite de l'île de Wight.

## Géographie
Avec une superficie de 384 km2 et une population d'environ 140 000 habitants, Wight est la plus grande île entièrement située en Angleterre. Sa forme massive (36 km d'est en ouest et 21 km du nord au sud), rappelle celle d'un diamant.
Au nord de la dorsale calcaire qui traverse le centre de l'île, le terrain est formé de bois et de pâtures peu élevés, profondément coupés par plusieurs cours d'eau, dont le principal est le Medina qui se jette dans le Solent, alors que vers le sud se trouvent des terrains ouverts bordés de hautes falaises. L'île culmine à 241 m, avec le St Boniface Down.
L'Alum Bay (en), située à l'extrémité ouest de l'île, d'où l'on extrait l'alun, est une particularité géographique remarquable : ses falaises de grès, présentant une palette de couleurs de plus de vingt nuances minérales, se terminent par une série de trois stacks en forme d'aiguille appelés pour cette raison The Needles.
Un sentier côtier long de 105 km fait le tour de l'île et offre une vue spectaculaire sur les collines, les falaises et la mer, au point où elle est souvent désignée comme étant une « Angleterre en miniature ».
Du fait de son climat, de la variété des paysages et de ses plages, elle jouit d'une forte activité touristique.

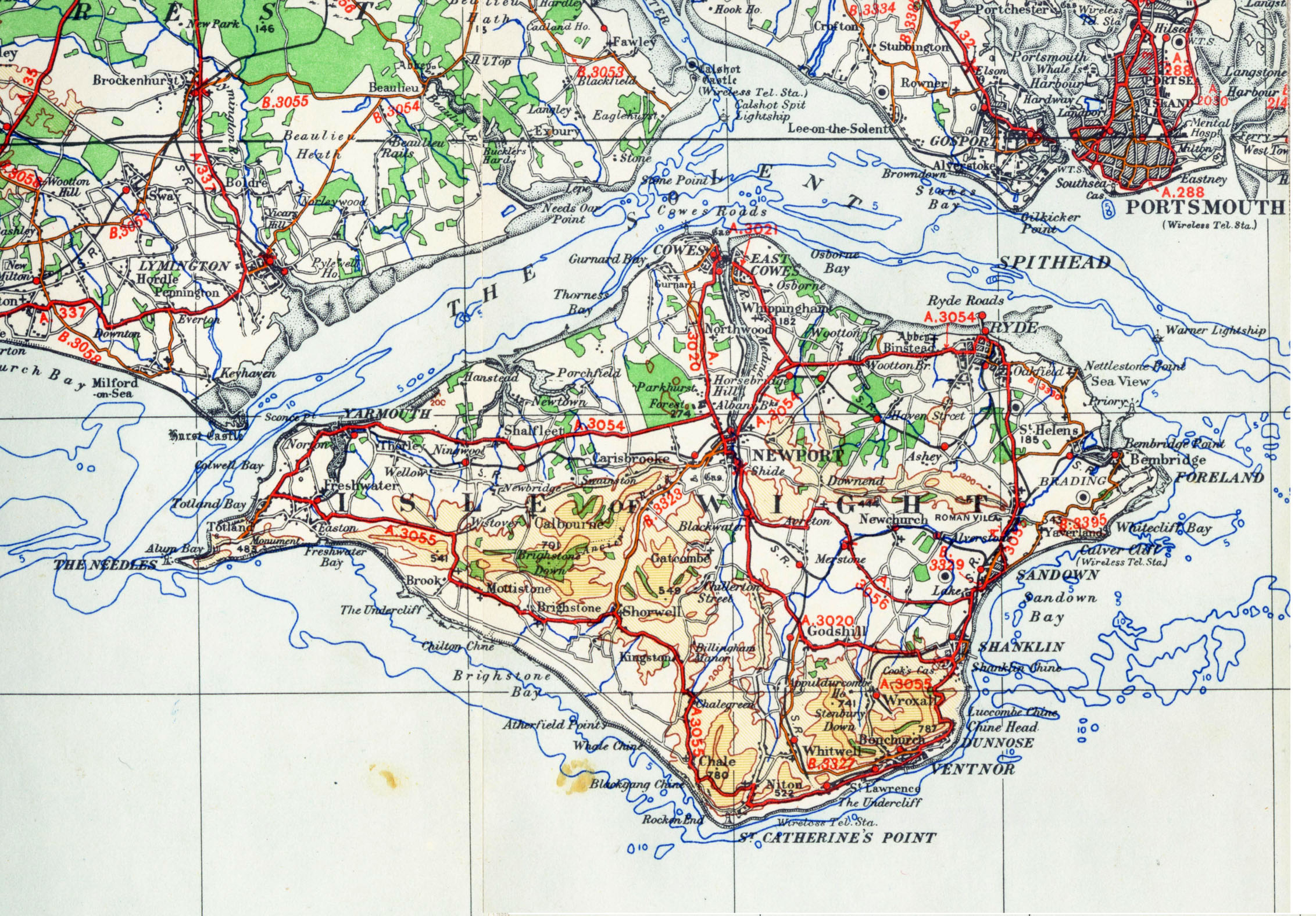
Carte de l'Île de Wight.

## Histoire

### Paléontologie
En novembre 2008, on a découvert sur l'île le fossile d'une nouvelle espèce de ptérosaures dénommée Vectidraco daisymorrisae,.

### Antiquité
Le nom Wight vient du latin Vectis (qui se traduit comme « levier » ou « pince à levier » ou « verrou ») à travers l'anglo-saxon Wiht. Il semble que les Romains l'aient conçue comme la clef d'entrée dans la Britannia. Il est certain que plus tard, on l'a vue ainsi. À la chute de l'Empire romain, ce sont les Jutes venus du Jutland (l'actuel Danemark continental), qui sont venus coloniser l'île et la partie du Hampshire qui lui fait face.

### Moyen Âge
Au Moyen Âge, selon la loi anglaise, les insulaires avaient le devoir de s'exercer au tir à l'arc, car les rois redoutaient de la voir prise par une force étrangère qui aurait pu se renforcer dans l'île et en faire ainsi une « tête de pont » pour attaquer la métropole. C'est une telle considération qui a fait construire la route militaire. Cependant, cette disposition n'empêcha pas l'île de faire sécession du royaume d'Angleterre en 1444, lorsque Henry de Beauchamp (1er duc de Warwick) se fit couronner « roi de l'île de Wight » par le souverain Henri VI. À la mort d'Henry de Beauchamp en 1446, le royaume éphémère disparut, faute d'héritier mâle.
Durant la guerre de Cent Ans, l'île fut disputée entre les différents protagonistes. En 1339, les Français tentèrent de faire une descente sur Wight qui échoua face à la défense et au courage de Thomas Russel. C'est de l'île de Wight qu'Édouard III d'Angleterre, le 11 juillet 1346, appareille et atteint le lendemain les côtes françaises, près de Saint-Vaast-la-Hougue en Cotentin, où il entame sa chevauchée qui se terminera par le siège de Calais, après avoir défait l'armée du roi de France à la bataille de Crécy.

### Époque moderne
Au cours de la guerre de Sept Ans, l'île servit de relais aux troupes en partance pour les côtes françaises, entre autres à l'occasion du raid sur Rochefort. En 1759, devant la menace d'un débarquement français en Grande-Bretagne, l’état-major britannique rassembla sur l’île une garnison importante, capable d'intervenir rapidement en tout point de la côte méridionale de l'Angleterre ; mais après la bataille des Cardinaux, les Français durent reporter leur projet qui n'aboutira finalement pas.
L'architecte John Nash y a construit le château d'East Cowes. Il y a accueilli le peintre William Turner en 1827, et lui a commandé deux tableaux de la régate de Cowes. Turner y bénéficia de sa propre salle de peinture et réalisa une série de croquis à l'huile sur deux rouleaux de toile. En 1835, Turner en a fait le cadre de son tableau Musique à Petworth qui pendant de nombreuses années fut associé aux intérieurs de Petworth. Il a été plus récemment lié à la salle Octagon du château de East Cowes.
Mme John Nash, l'épouse de l'architecte, était une pianiste accomplie.

Les tableaux de Turner à East Cowes
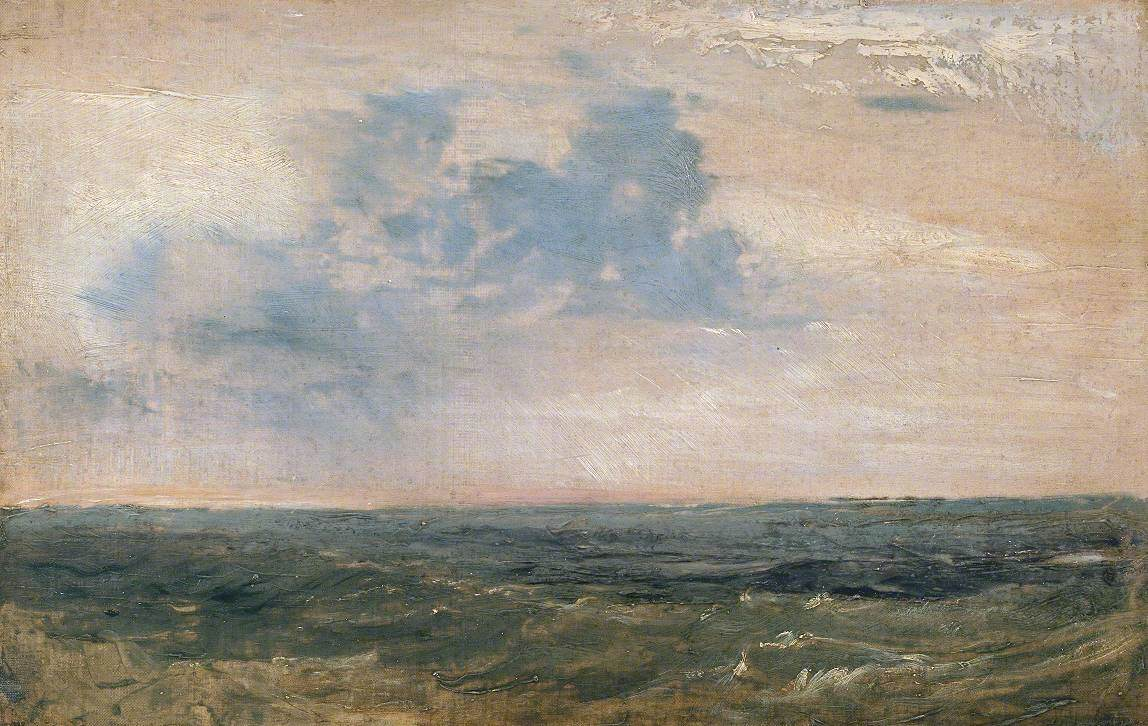
Étude de la mer et du ciel île de Wight, 1827 Tate Britain, Londres.
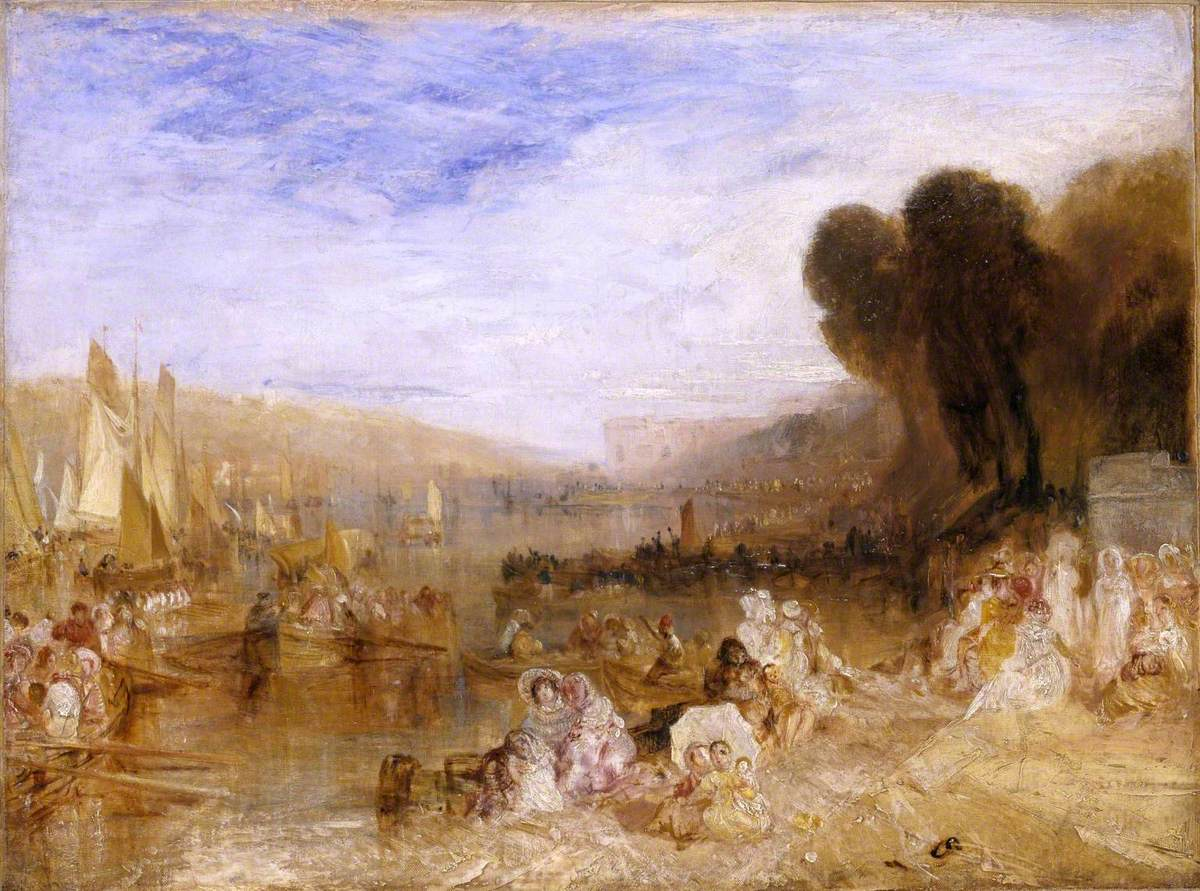
East Cowes Castle, les bateaux de la régate largant leurs amarres Croquis n°3, 1827 Tate Britain, Londres.
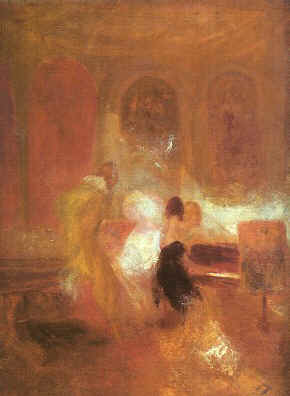
Musique à Petworth, 1835 Tate Britain, Londres.

### La Reine Victoria
La reine Victoria appréciait particulièrement l'île. En 1847, elle fit construire une résidence royale à East Cowes, baptisée Osborne House, dans laquelle la souveraine mourut en 1901. La résidence et ses jardins sont désormais ouverts au public.

Osborne House
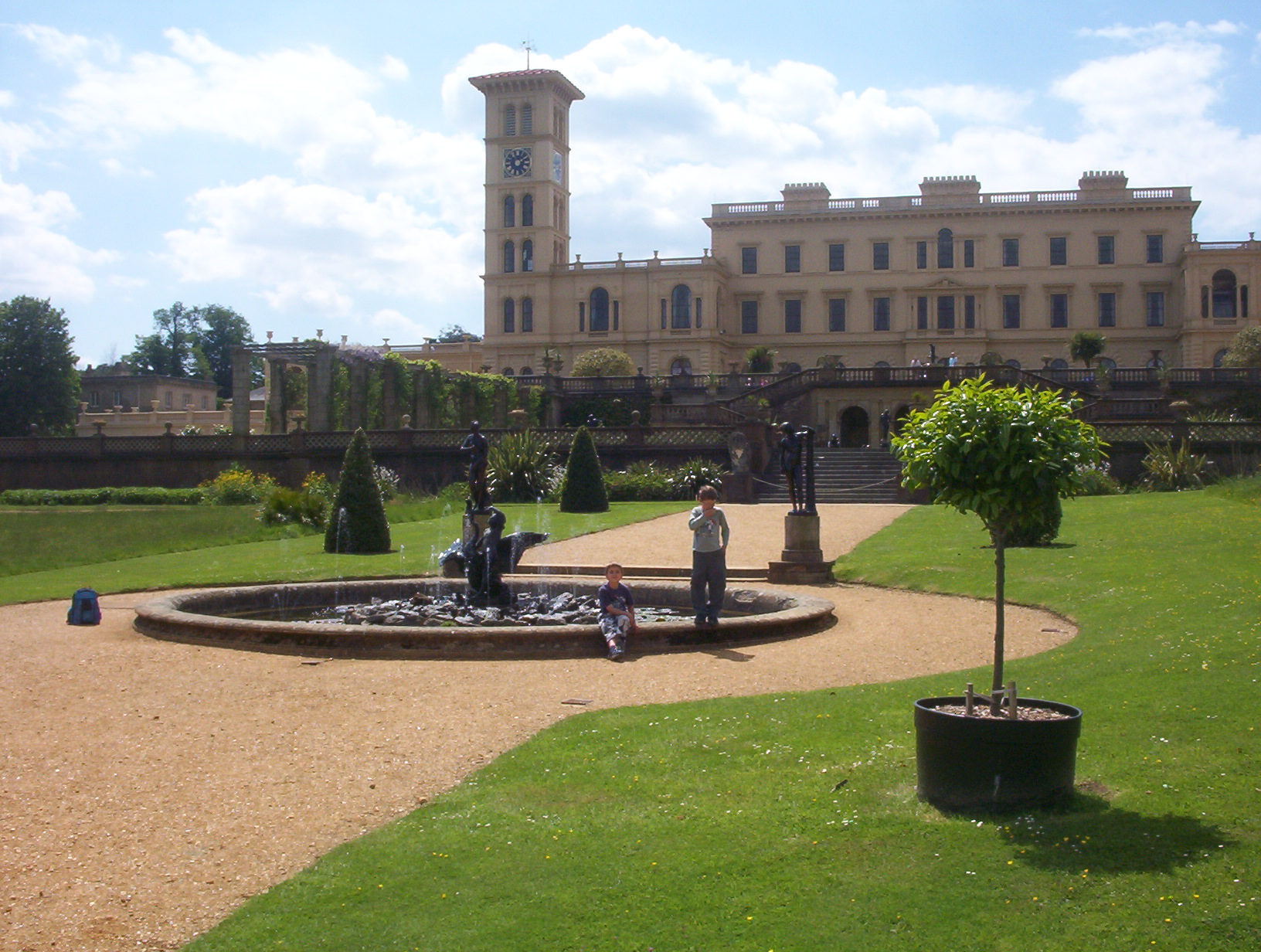
Osborne House et ses jardins.
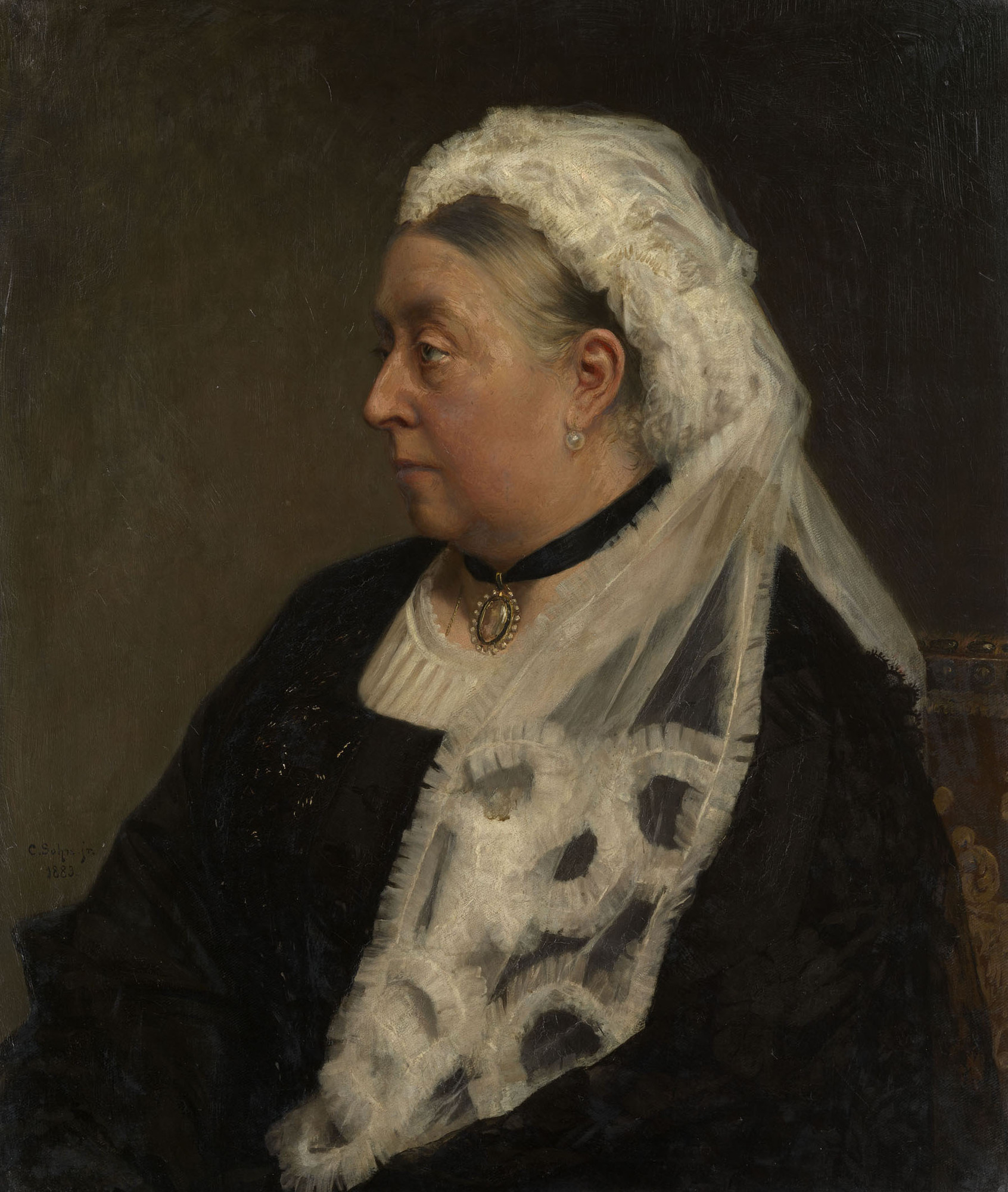
La reine Victoria.

## Statut
Lors de la création des conseils de comtés en 1888, l'île de Wight fut rattachée au comté de Hampshire, mais, dès 1890, à la suite d'une campagne menée par les habitants, elle fut érigée en comté indépendant. Celui-ci est géré par le conseil de l'île de Wight comptant quarante membres.

### Municipalités du comté

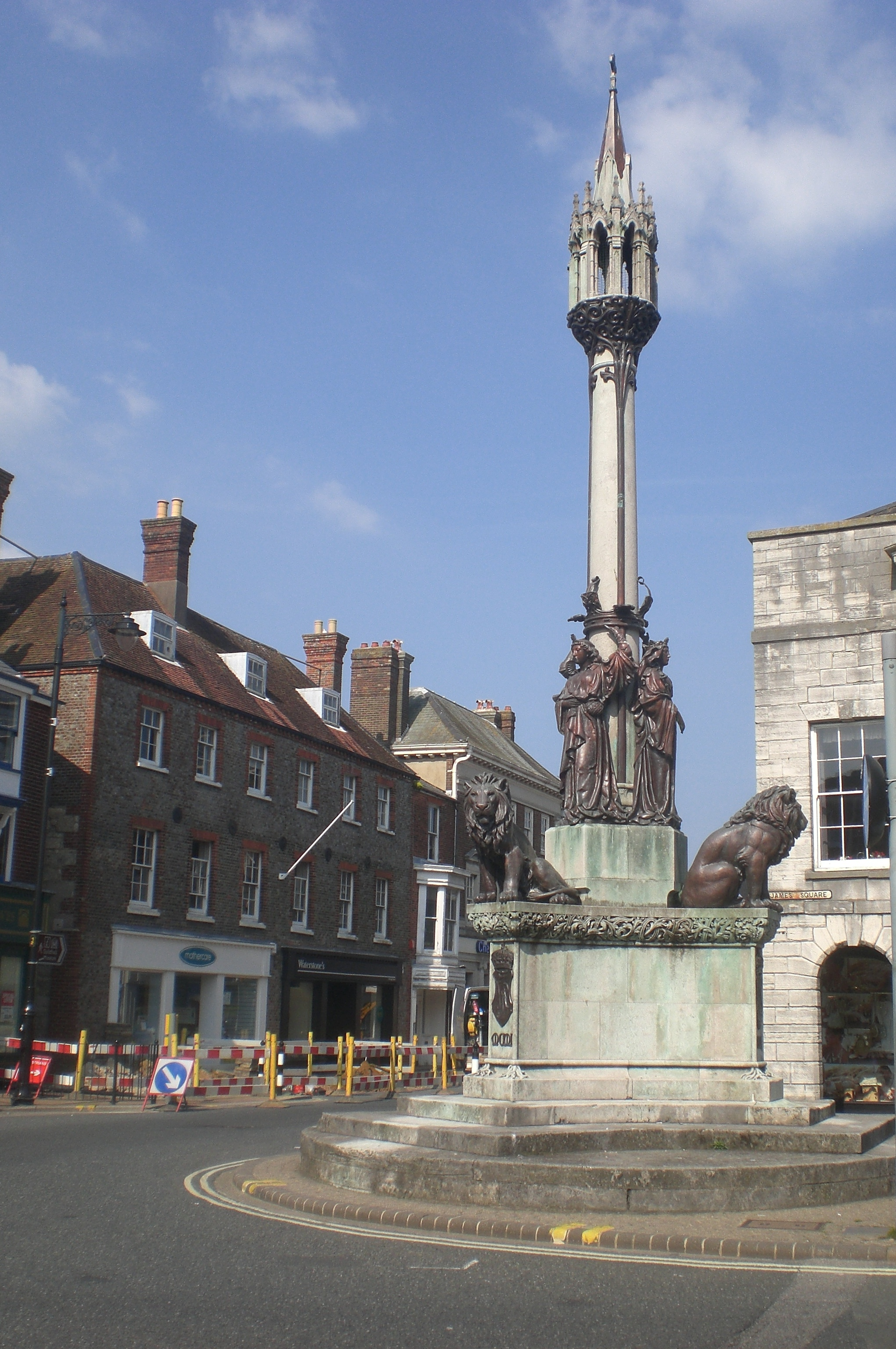
La capitale administrative
de l'Île de Wight
Newport.

| \| Brading Newport Cowes Ryde Sandown Shanklin Ventnor Yarmouth Bembridge \| Localisation des villes principales. |
| Brading Newport Cowes Ryde Sandown Shanklin Ventnor Yarmouth Bembridge                                            |

Villes principales :
- Brading
- Cowes
- East Cowes
- Newport, la capitale
- Ryde
- Sandown
- Shanklin
- Ventnor
- Yarmouth

Localités secondaires
- Kingston
- Porchfield

### Gouvernement
Le conseil de l'île de Wight est l'autorité officielle du territoire. Il est composé de 40 membres.

### Représentation politique britannique

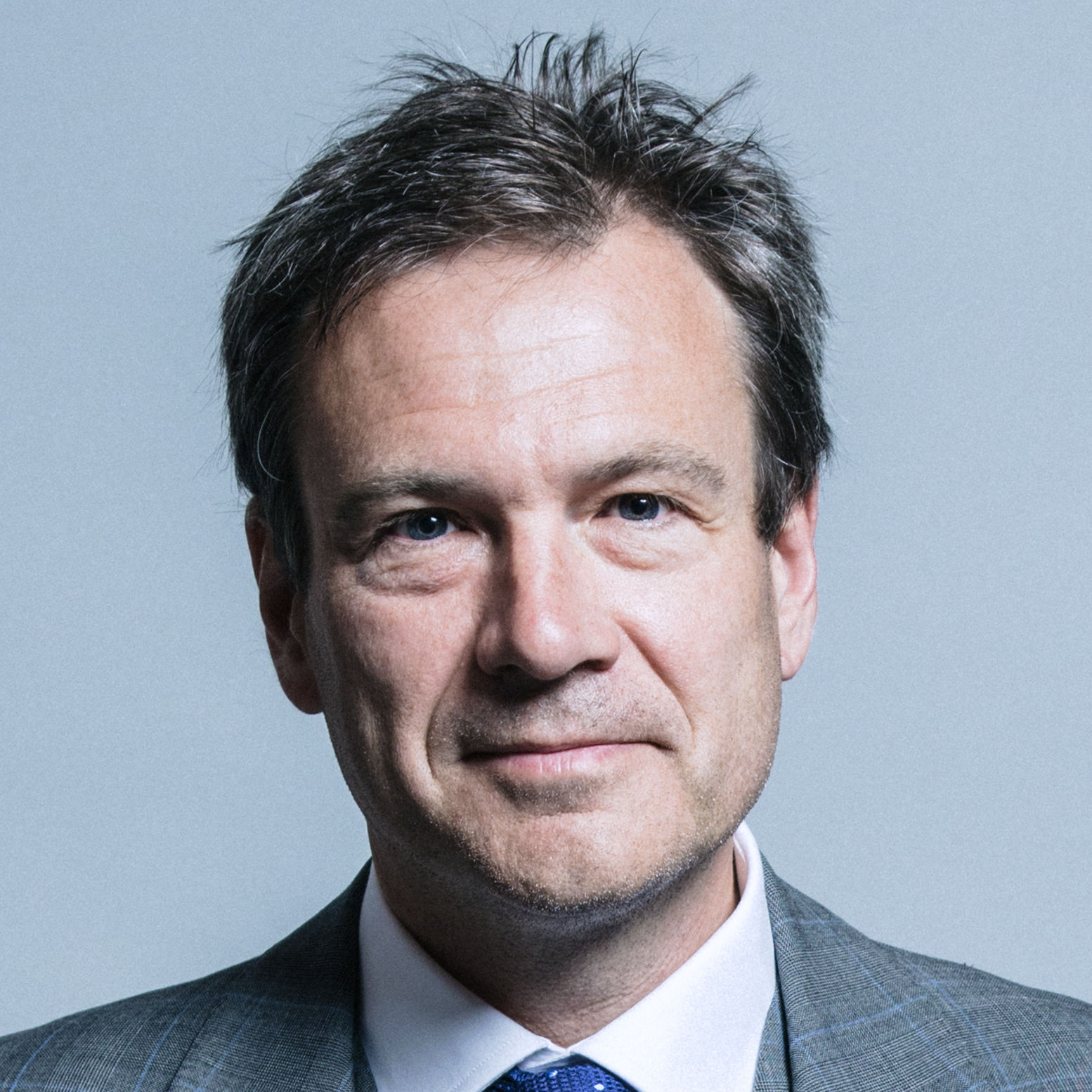
Député depuis 2017
Bob Seely.

Depuis 2017, l'île est une circonscription représentée à la Chambre des communes du Parlement britannique. Un député est élu sur l'ensemble du territoire. Le premier est Bob Seely du Parti conservateur.

### Chambre de commerce
Âgée de plus de 100 ans, la Chambre de commerce de l'Île de Wight est un des principaux acteurs des chambres britanniques. La Chambre est une voix puissante pour l'économie de l'île tant au niveau local, national, qu'international. Principalement, elle fait la promotion des intérêts de ses membres et répond à leurs besoins grâce à plusieurs services de qualité,.

### Religion
Comme dans le reste de l'Angleterre, de nombreuses églises sur l'île sont principalement de la foi anglicane, mais le méthodisme et l'Église catholique sont aussi présents. Notamment l'abbaye Notre-Dame de Quarr, dissoute en 1536 mais qui a été refondée par des moines réfugiés français en 1912. Il n'y a pas de cathédrale sur l'île ; elle se trouve dans les diocèses anglican et catholique de Portsmouth.

## Urbanisme

### Écologie
En Grande-Bretagne, l'écureuil gris a généralement remplacé l'écureuil roux, mais sur l'île celui-ci prospère sans intervention. Les côtes de l'île sont aussi le seul habitat en Grande-Bretagne du papillon Mélitée du plantain.

### Transports

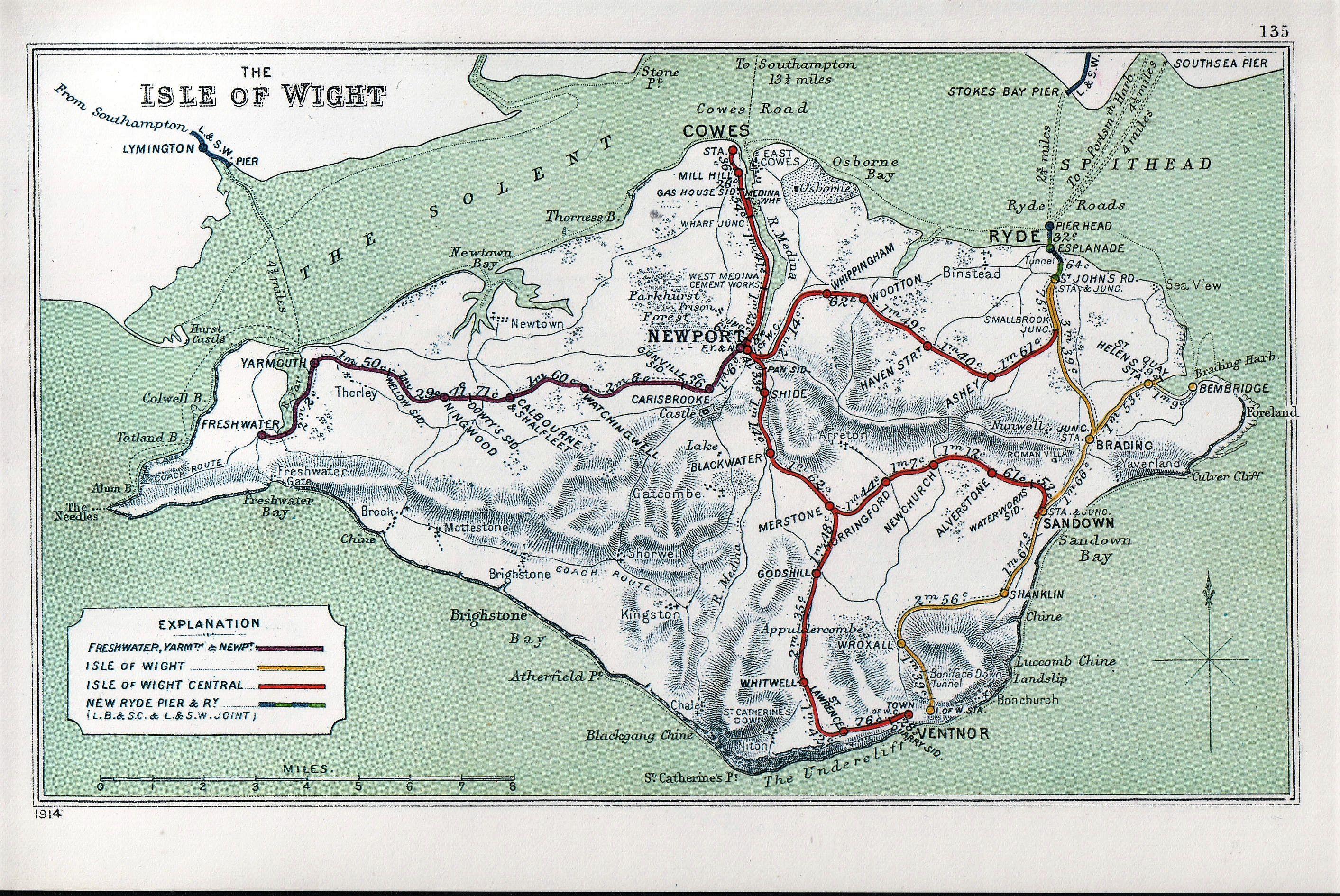
Carte du réseau ferroviaire
de l'île en 1914.

#### Ferries
On accède à l'île de Wight par un service de ferries assuré par plusieurs compagnies :
- Red Funnel (en), entre Southampton et East Cowes ;
- Wightlink (en), entre Portsmouth et Fishbourne (près de Ryde) d'une part, et entre Lymington et Yarmouth d'autre part ;
- Hovertravel (en), entre Southsea Hoverport (en) et Ryde.

#### Chemin de fer
L'île possède la plus petite des 23 concessions voyageurs du système ferroviaire britannique : la Island Line, mais aussi un chemin de fer à vocation touristique : le Isle of Wight Steam Railway.

## Tourisme
L'office de tourisme de l'île (Visit Isle of Wight LTD) fait la promotion du territoire tant au Royaume-Uni qu'ailleurs dans le monde. Les plages, les campagnes et le riche patrimoine culturel de l'île font partie des principaux intérêts touristiques de cette région. Chaque année, 2,7 millions de visiteurs se rendent sur l'Île de Wight.
Au début du XXIe siècle, des organismes de séjours linguistiques proposent cours de langue et stages sportifs (activités nautiques, équitation, tennis).

### Activités nautiques

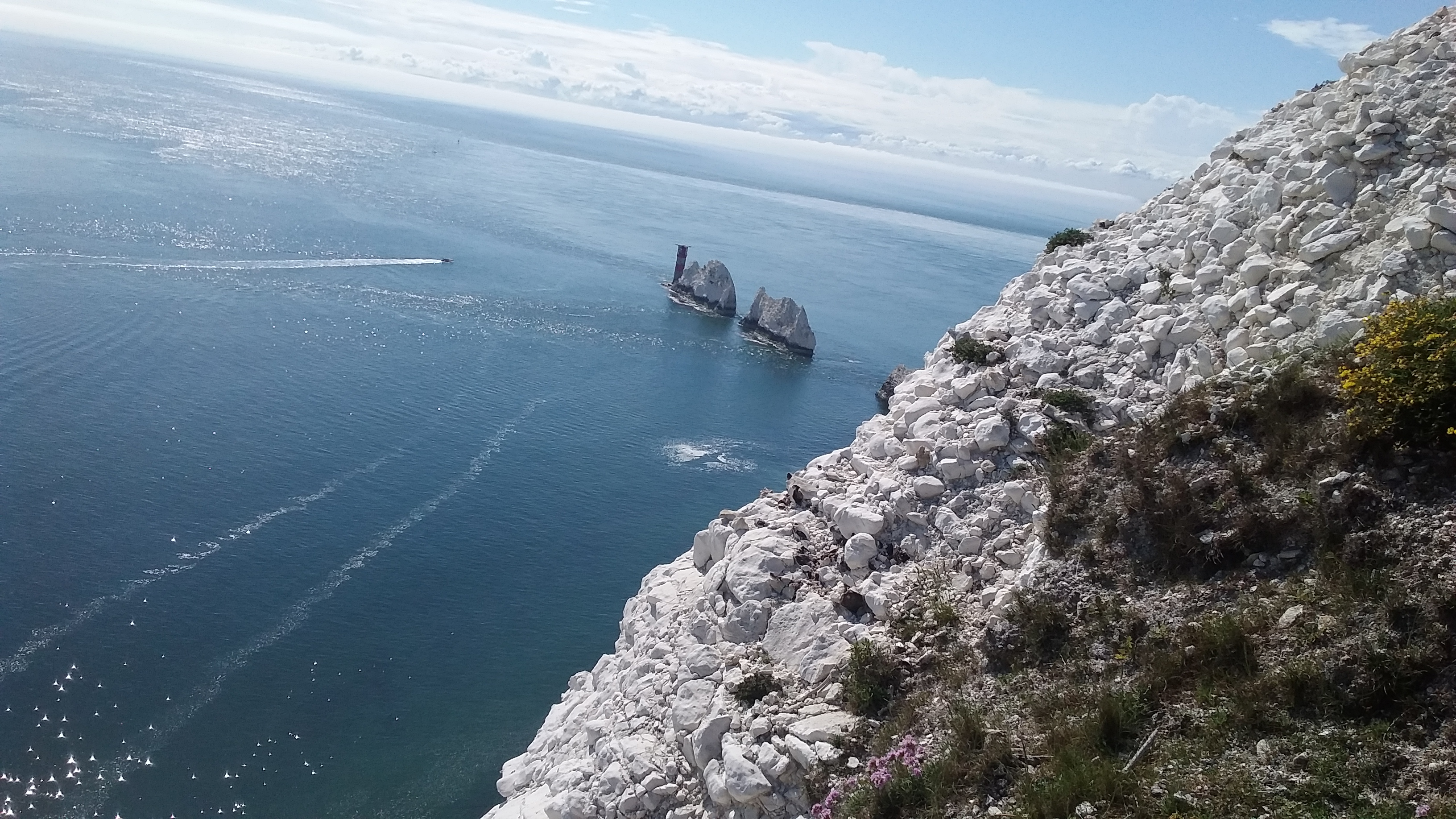
Falaises de l'île.

L'île de Wight est célèbre pour les nombreuses régates qui s'y déroulent, car c'est à Cowes que se développèrent les premières activités de nautisme sportif et de loisirs. Ainsi, dès le XVIe siècle, la reine Élisabeth Ire s'y fera construire un bateau de plaisance. En 1815, alors que George IV est prince régent, se crée le Royal Yachting Club qui sera en 1851 à l'origine de la création de la Coupe de l'America.

## Culture

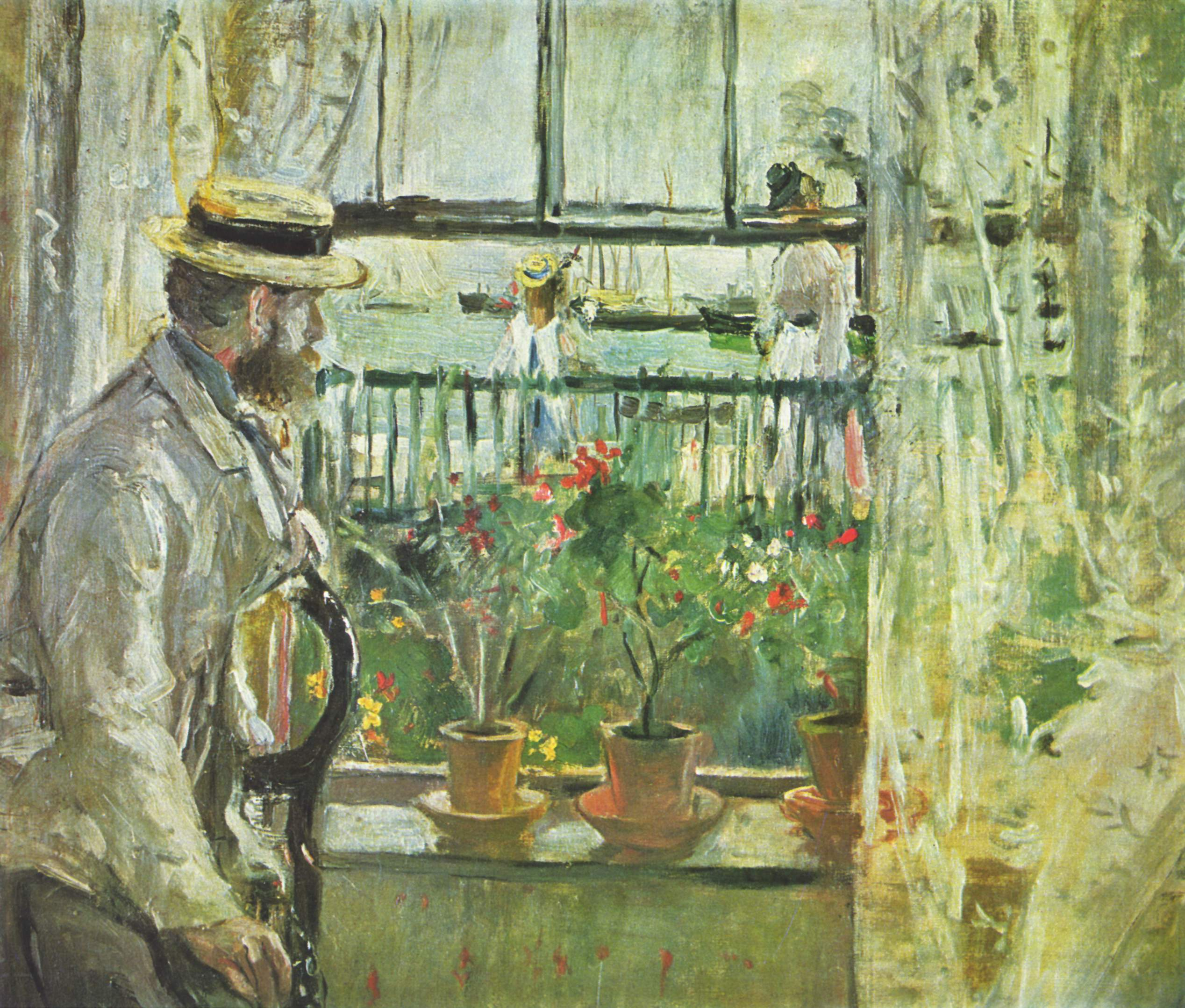
Eugène Manet à l'île de Wight, toile de Berthe Morisot (1875).

Le peintre William Turner invité par l'architecte John Nash en 1827, y a réalisé une Étude de la mer et du ciel, et à la demande de son hôte, des tableaux représentant la régate de Cowes, conservés à la Tate Britain à Londres.
Plusieurs festivals renommés de musique pop s'y sont déroulés en 1968, 1969, dont le plus grand de son temps, le festival de 1970 avec 600 000 spectateurs. Parmi les artistes qui s'y sont produits, on peut citer Bob Dylan, Joan Baez, The Who, Jimi Hendrix, Bruce Springsteen, Miles Davis, Leonard Cohen, Jethro Tull, The Darkness, David Bowie, les Manic Street Preachers, R.E.M., The Doors ou encore The Cure. Depuis 2002, les festivals ont repris, avec une affluence moindre et avec l'aide d'un mécène officiel sauf en 2007.
Michel Delpech a évoqué l'île dans sa chanson Wight is Wight, ainsi que l'ont fait Les Beatles dans When I'm Sixty-Four. On retrouve aussi l'île de Wight dans la chanson Il a neigé sur Yesterday interprétée par Marie Laforêt.
L'île de Wight occupe une place centrale dans le roman d'heroic fantasy la Saga des Cavaliers des Lumières, de Brigitte Aubert & Gisèle Cavali, tome 1: Le Règne de la barbarie.
L'île de Wight (Vectus) occupe également une place très importante dans le roman de Glenn Cooper Le livre des morts où elle serait le siège de révélations mystiques au Moyen Âge concernant la date de naissance et de mort de l'ensemble de l'humanité.
L'écrivain britannique Julian Barnes a imaginé, dans un petit roman d'anticipation intitulé England England, un futur proche assez dystopique, où l'Angleterre, appauvrie et isolée fait commerce de sa propre image nostalgique. Un entrepreneur-promoteur touristique (assez peu scrupuleux) achète l’île de Wight, fait raser toutes les villas et cottages de vacances (à l'exception de quelques-uns conservés comme échantillons dans une "vallée des cottages") et transforme l'île en une Angleterre de carte postale, une sorte d'anglo-Disneyland, où des figurants incarnent Samuel Johnson, Lady Godiva, Nell Gwynn, le roi Henry VIII, William Shakespeare, etc. et où sont reproduits, plus vrais que nature, les principaux monuments britanniques. Le succès est tel que le prince héritier de la couronne d'Angleterre préfère devenir un roi de pacotille salarié sur l'île de Wight plutôt que d'assumer la succession dynastique. C'est un livre plus profond qu'une simple fantaisie, invitant à une réflexion sur l'essence même d'une nation.

## Personnalités liées à l'île
- Keegan Brown (en), 2014 PDC World Youth champion.
- Ray Cokes.
- Edward Cotton, militaire, Sergent Major du 7e Hussard et guide et créateur du premier musée sur le champ de bataille de Waterloo. A écrit A voice from Waterloo.
- Robert Hooke, scientifique.
- Hurliguerly, personnage du roman de Jules Verne, Le Sphinx des glaces.
- John Nash (1752-1835), architecte.
- Jeremy Irons, né en 1948 à Cowes.
- Bear Grylls, né en 1974 à Bembridge.
- Le groupe de pop-funk Level 42.
- Le groupe de rock indépendant Wet Leg.
- La comédienne Laura Michelle Kelly.
- Dave Lee alias Joey Negro.
- Le compositeur et chef d'orchestre anglais Albert Ketèlbey mort à Cowes en 1959.
- George Apperley (1884-1960), peintre britannique né à Ventnor qui a ensuite vécu à Tanger au Maroc.
- La Reine Victoria qui meurt à Osborne House en 1901.